# Edward Hore

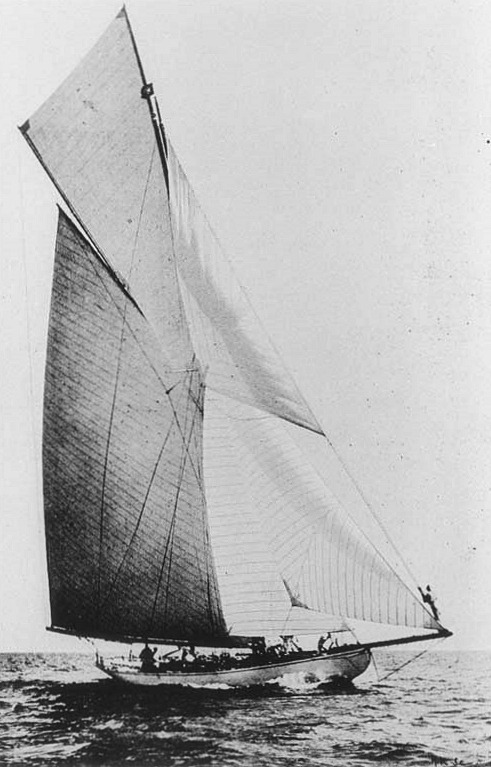
Embarcació guanyadora de la medalla de bronze en els Jocs Olímpics de 1900.

Edward Hore va ser un regatista britànic, que va competir a cavall del segle xix i el segle xx. El 1900 va prendre part en els Jocs Olímpics de París on participà en diferents proves del programa de vela. Guanyà dues medalles, una d'or en la segona cursa de la categoria de 3 a 10 tones, formant equip amb Harry Jefferson i Howard Taylor, i una de bronze en la categoria de 10 a 20 tones.